# 楊光震
楊光震（？—？），字長卿，第八任播州土司，其活躍年代位於北宋時期。
楊光震是楊貴遷的長子，繼承楊貴遷的土司之位。他在位期間，泸南夷罗乞弟叛，泸州派人請求增援。楊光震督兵前行，被羅閩部族和罗乞弟部族切斷了歸路。楊光震與之大戰七日，不分勝負。後來楊光震派人暗中回播州調動援兵，殺死敵酋，方才將其擊退。自此二部族撤退，再也不敢成為泸州的禍患。
楊光震官至从义郎、沿边都巡检使。生有五子：楊文廣、楊文真、楊文錫、楊文貴、楊文宣。楊文廣繼承土司之位。